# Claudia Döffinger
Claudia Döffinger (* Januar 1989 in Leonberg) ist eine deutsche Jazzmusikerin (Piano, Komposition).

## Leben und Wirken
Döffinger, die in Schwieberdingen aufwuchs, erhielt ab dem achten Lebensjahr Klavierunterricht. Bereits mit 13 Jahren spielte sie zum ersten Mal in einer Jazzformation, dann auch in Bands und Ensembles weiterer Stilrichtungen wie Klassik, Salsa oder Bluesrock/Fusion. Nach dem Abitur zog sie 2009 in die Schweiz, wo sie an der Hochschule Luzern Schweiz 2013 einen Bachelor in Jazz-Piano sowie 2015 einen Master in Musikpädagogik erwarb. Dort gründete sie ihre Band fourscape, mit der sie zwei Alben veröffentlichte und in Deutschland, Österreich, der Schweiz und Kroatien tourte. Zwischen 2015 und 2018 studierte sie bis zum Master Jazzkomposition und -arrangement an der Universität für Musik und darstellende Kunst Graz bei Ed Partyka und Michael Abene.
Mit dem Graz Composers Orchestra nahm Döffinger ihr Album Monochrome auf, das 2018 erschien. 2020 spielte ihre Kompositionen die hr-Bigband, mit der sie auch 2021 (mit Friederike Merz und Samuel Wootton) konzertierte. Sie arrangierte und komponierte weiterhin für Großformationen wie das Subway Jazz Orchestra, das UMO Jazz Orchestra oder das Zurich Jazz Orchestra. Daneben widmet Döffinger sich mit ihrem Quintett EliNOR kammermusikalischem Jazz. Sie leitet die Big Band Torso Venturo, mit der sie 2025 das Album Nachtwache veröffentlichte.

## Auszeichnungen und Preise
Döffinger erhielt 2008 mit ihrem Trio bei Jugend jazzt einen dritten Preis. 2015 nahm sie beim Arrangers Workshop des Metropole Orkest mit Lalah Hathaway und Vince Mendoza teil. 2016 erhielt sie eine Auszeichnung beim International Composition Contest in Katowitz, 2017 und 2018 den Down Beat Student Music Award in der Kategorie „Original Composition for Large Ensemble“. In Graz wurde sie 2018 mit dem Harald-Kaufmann-Preis, benannt nach dem österreichischen Philosophen und Musikforscher Harald Kaufmann (1927–1970), ausgezeichnet; auch erhielt sie das Start-Stipendium.

## Diskographische Hinweise
- Graz Composers Orchestra: Monochrome (QFTF 2018)[8]
- Elinor: Von oben (Float 2021, mit Jakob Helling, Nik Holler, Kajetan Kamenjasevic, Thomas Stabler sowie Atzin „Atlas“ Zwettler)[9]